# Leo Horwitz
Leo Horwitz (fl. XX secolo) è stato un pattinatore artistico su ghiaccio austriaco. Ha vinto la medaglia di bronzo al Campionato mondiale nel 1913 e nel 1914 pattinando insieme a Christa von Szabó.

## Palmarès
Con Christa von Szabó
| Internazionali       | Internazionali | Internazionali |
| Evento               | 1913           | 1914           |
| -------------------- | -------------- | -------------- |
| Campionati mondiali  | 3°             | 3°             |
| Nazionali            |                |                |
| Campionati austriaci | 2°             | 1°             |